# Caterham
Pour l’article homonyme, voir Caterham (ville).
Caterham est un constructeur d'automobiles britannique appartenant depuis mars 2021 à VT Holdings, qui était son importateur au Japon à l'origine. Son histoire est liée à celle de la marque Lotus et de son modèle la Super Seven, un roadster deux places qui figure au générique de la série télévisée Le Prisonnier (1967-1968).
Construites sur un châssis tubulaire en acier revêtu de panneaux d'aluminium (les ailes et le cône de nez sont en fibre de verre ou en fibre de carbone) et disponibles en kit dans certains pays (sauf la CSR) ou prémontées, les Caterham pèsent entre 500 et 575 kg selon le modèle, ce qui leur permet des performances très élevées.
En 2012, l'équipe de Formule 1 Caterham F1 Team est officiellement nommée d'après cette marque.

## L'entreprise

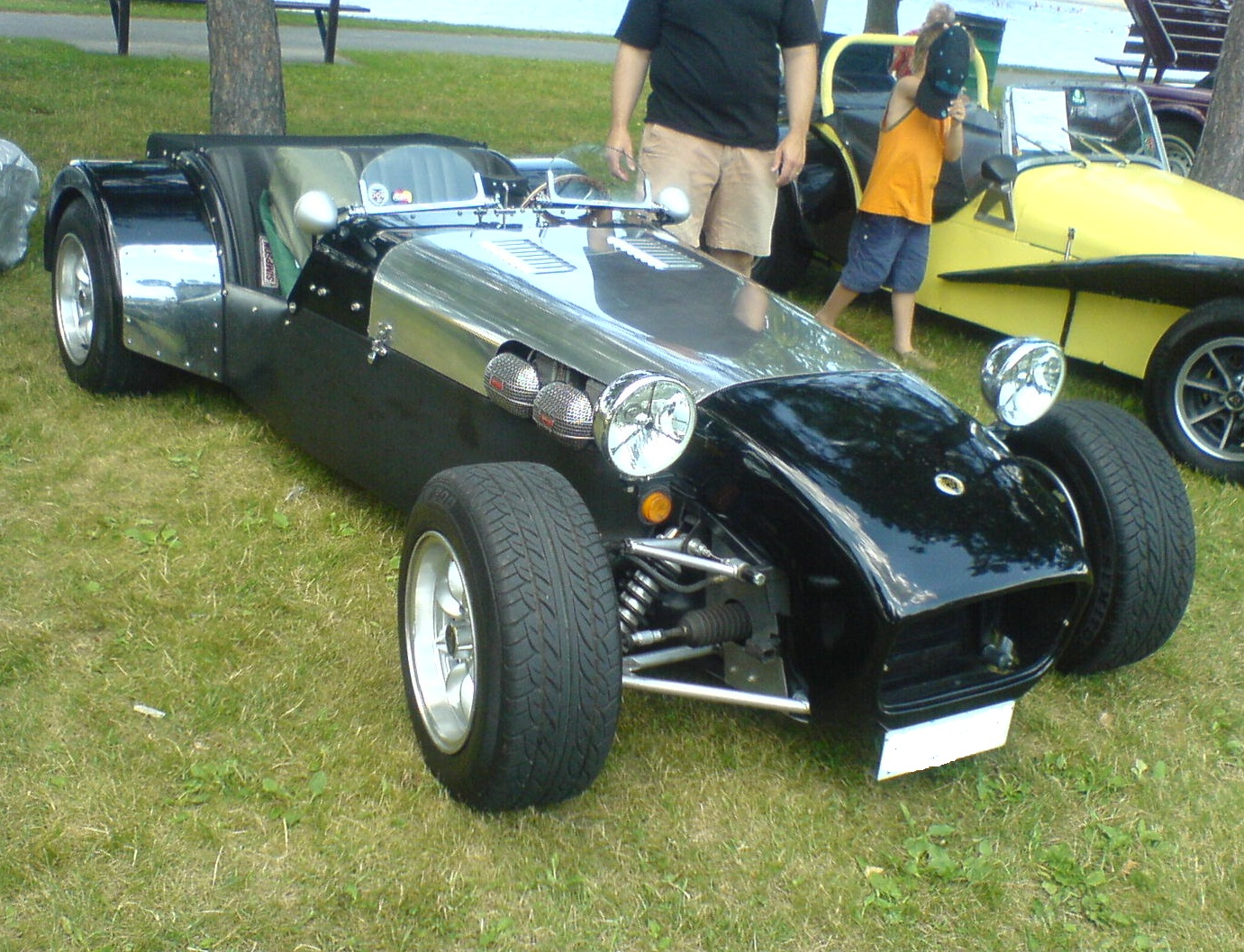
Lotus Seven, base de la Caterham

La firme Caterham Cars Service a été fondée en 1959 par Graham Nearn. En 1948, l'ingénieur Colin Chapman avait construit une voiture de course qu’il avait baptisée « Lotus ». En 1957, après divers modèles de compétition, il propose la Seven, une voiture sportive adaptée à un usage routier avec une carrosserie en aluminium.
Caterham devient distributeur de Lotus et se focalise sur la Seven dès les années 1960. Il devient ensuite le plus gros distributeur de Seven de Grande-Bretagne, avant d'en obtenir l'exclusivité de Lotus. Lotus confie alors à Caterham l'assemblage des Lotus Seven.
En 1973, Chapman cède à Nearn les droits de production et l’outillage de la S7.
En 2004, l'entreprise est toujours dirigée par son fondateur, secondé par son fils Simon. L'usine, située à Dartford, non loin de Londres, emploie quatre-vingts personnes et produit environ 500 voitures par an.
En 2006, l'entreprise est reprise par le fonds d'investissement américain Corven Group.
Le 27 avril 2011, Tony Fernandes, patron de AirAsia et Team Lotus, annonce avoir racheté Caterham Cars.
En novembre 2012, Carlos Ghosn, patron de Renault, et Tony Fernandes, annoncent un partenariat pour produire une nouvelle Alpine dans l'usine Renault de Dieppe à partir de 2016. Ce projet d'alliance sera abandonné fin mars 2014 sans qu'on en connaisse les raisons.
En octobre 2013, Caterham annonce la création du Caterham Moto Racing Team, une écurie de course qui entrera dans le championnat Moto2 dès la saison 2014, et en novembre 2013 lors du salon moto EICMA de Milan, Caterham Bikes, la nouvelle division deux-roues de Caterham, présente la Brutus 750, une moto 750 cm3 à boîte automatique pensée comme un « SUV » 2-roues, de même que deux vélos électriques.
Le 31 mars 2021, Caterham annonce son rachat à 100 % par son importateur japonais "VT Holdings" depuis 2009, présidé par Kazuho Takahashi[source insuffisante]. Dès septembre 2021, la Caterham Seven 170 est dotée d'un moteur japonais, le 660 cm3 Suzuki de 84 ch.

## Histoire

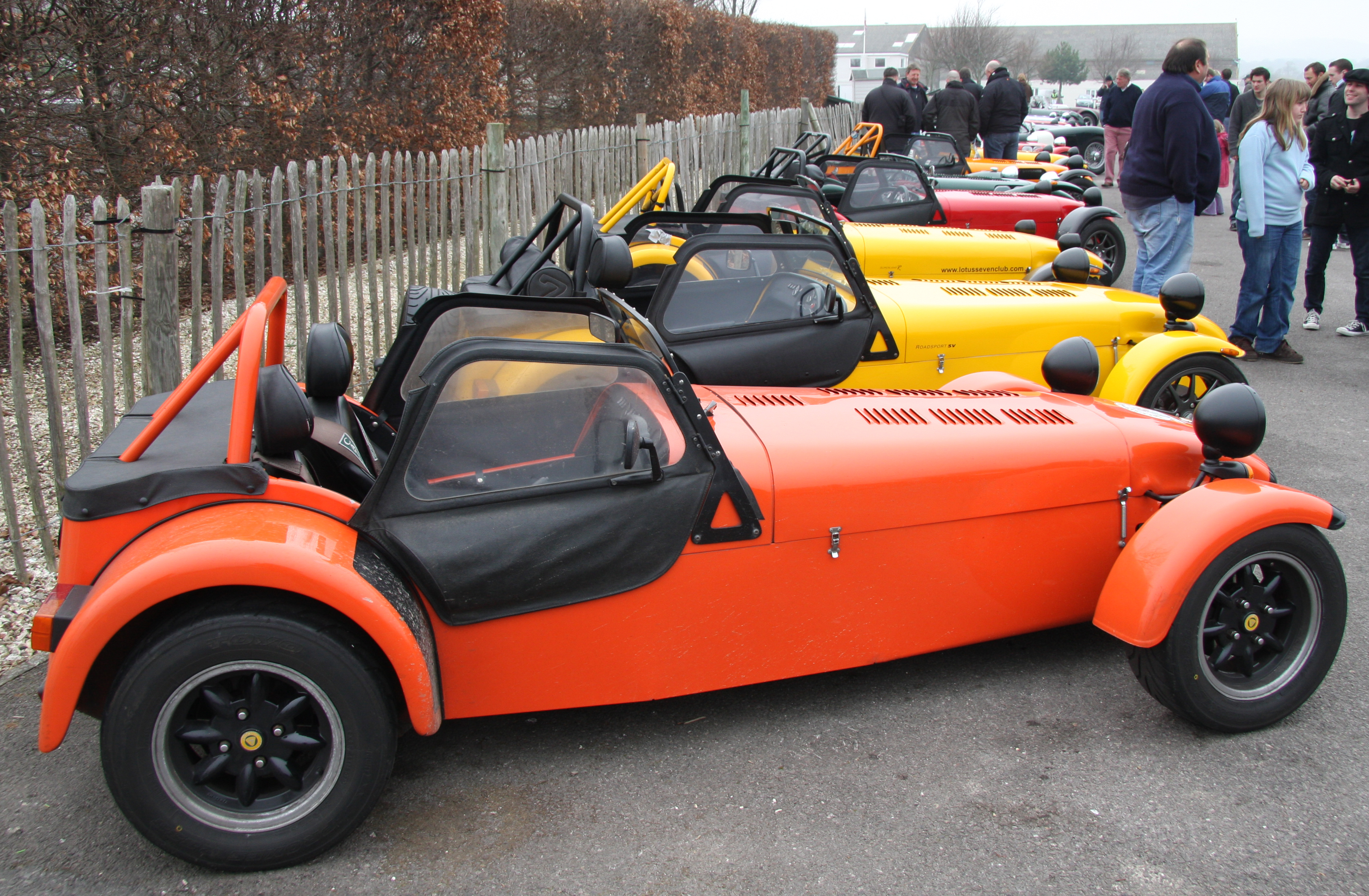
Plusieurs Caterham.

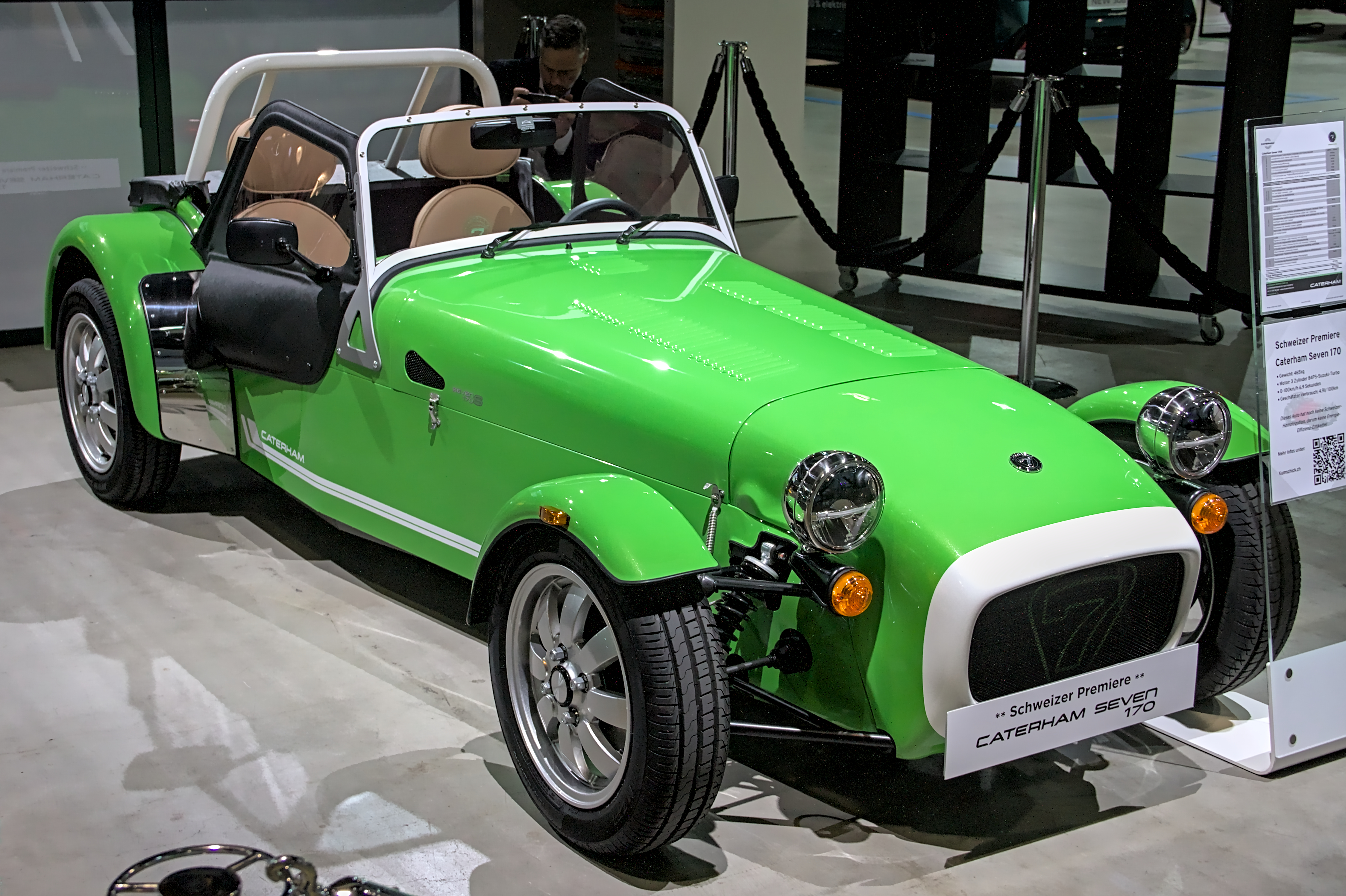
Caterham Seven 170.

Depuis le premier modèle, sorti en 1957, l'auto n'a cessé d'évoluer pour offrir de meilleures performances et rester attrayante.
- 1957 : première Seven de série présentée sous l'appellation Seven. Elle est propulsée par le moteur Ford 100E.
- 1958 : la Seven S1 est introduite. 242 exemplaires seront construits jusqu'en 1960[13][source insuffisante].
- 1961 : production des Seven S2 (moteur Ford 109E). 1 310 S2 seront construites jusqu'en 1968[13][source insuffisante].
- 1962 : adoption d’un moteur Cosworth (Ford 116E), la Seven devient la Super Seven.
- 1965 : Patrick McGoohan pilote une Super Seven au générique de la série télévisée Le Prisonnier.
- 1968 : introduction de la Super Seven Serie III (S3). Entre 260 et 350 exemplaires sont construits jusqu'en 1969[13][source insuffisante].
- 1970 : production des Seven S4 du type 60. Environ 624 exemplaires construits en deux ans[13][source insuffisante].
- 1972 : arrêt de la production des Seven. 2 500 voitures environ ont été produites depuis 1957.
- 1973 : Graham Nearn signe un accord avec Colin Chapman et devient propriétaire du nom Seven.
- 1974 : montage du moteur Lotus twin cam big valves.
- 1982 : le pont rigide provenant de la Ford Escort Mk 2 RS remplace celui de la Mk 1.
- 1985 : une suspension arrière De Dion remplace l'essieu rigide.
- 1987 : inauguration de l'usine de Dartford, en Angleterre.
- 1988 : adoption du système de freinage à quatre disques.
- 1989 : la série la plus prisée des amateurs fait son apparition, C'est la Prisoner (châssis gris, carrosserie verte, nez jaune).
- 1991 : la Super Seven K-series adopte le moteur Rover d'1,4 litre.
- 1992 : le modèle JPE remporte le record mondial d'accélération pour une voiture de production : de 0 à 96 km/h en 3,46 secondes.
- 1993 : sortie du modèle HPC (High Performance Car) équipé du moteur Vauxhall de 2 L à 16 v développant 165 ch, l'une des plus puissantes configurations basée sur le châssis étroit dit « S3 ».
- 1996 : au salon de Paris, lancement de la nouvelle K-series (moteur Rover) qui offre de nombreuses améliorations, touchant notamment au confort.
- 1999 : adoption d’une boîte de vitesses à six rapports.
- 2003 : après plusieurs décennies de production, l'homologation en France s'arrête en octobre mais le service des Mines autorise la poursuite des ventes.
- 2004 : Caterham présente les modèles CSR 200 et 260 en octobre, ils sont équipés du moteur Cosworth de 2,3 litres.
- 2006 : le moteur Ford Sigma, plus adapté aux nouvelles normes, remplace les Rover K-series devenus introuvables à la suite de la faillite de Rover.
- 2009 : le Cosworth 200 disparait pour être remplacé par le Ford Duratec, moins puissant mais moins cher et plus robuste (le Cosworth 200 est en fait un Ford Duratec préparé).
- 2012 : l'équipe de Formule 1 Team Lotus prend le nom de Caterham F1 Team.
- 2013 : commercialisation des Seven 620R et Seven 485R. La première est pour le marché intérieur et l'autre pour l'exportation.
- 2014 : introduction d'une nouvelle entrée de gamme, la Seven 165[14] (ou 160 pour le Royaume-Uni). Son nom suit la même logique que les versions Superlight R, c'est-à-dire le ratio poids/puissance ramené à une tonne (plus 5 pour rappeler qu'elle répond à la norme Euro5). Plus proche de l'esprit des premiers modèles historiques, elle se veut très minimaliste dans sa présentation comme dans sa conception et abandonne l'essieu arrière De Dion pour un essieu rigide de la banque d'organe Suzuki[15].
- 2015 : en mars, Caterham présente la Seven 275 livrable avec le pack « S » remplaçant les Supersport ou le pack « R » pour les Superlight, la version standard étant la Roadsport. La 275 dispose de la nouvelle génération du moteur Ford Sigma 1,6 L qui développe maintenant 135 ch[16]. L'écurie de formule 1 est officiellement dissoute le 27 février 2015[17].
- 2016 : Caterham continue la refonte de sa gamme avec la 355. Comme inauguré sur la 275, les pack « S » et « R » lui sont disponibles[18]. En parallèle et pour fêter les soixante ans du modèle, sort la Seven Sprint[19] sur base de 160/165, au look rétro, surtout grâce à ses grandes ailes, rappelant les premières versions, et ses jantes à enjoliveurs chromés. Création, en partenariat avec la luxueuse marque londonienne  Harrods, d'une branche de personnalisation appelée « Caterham Signature »[20].

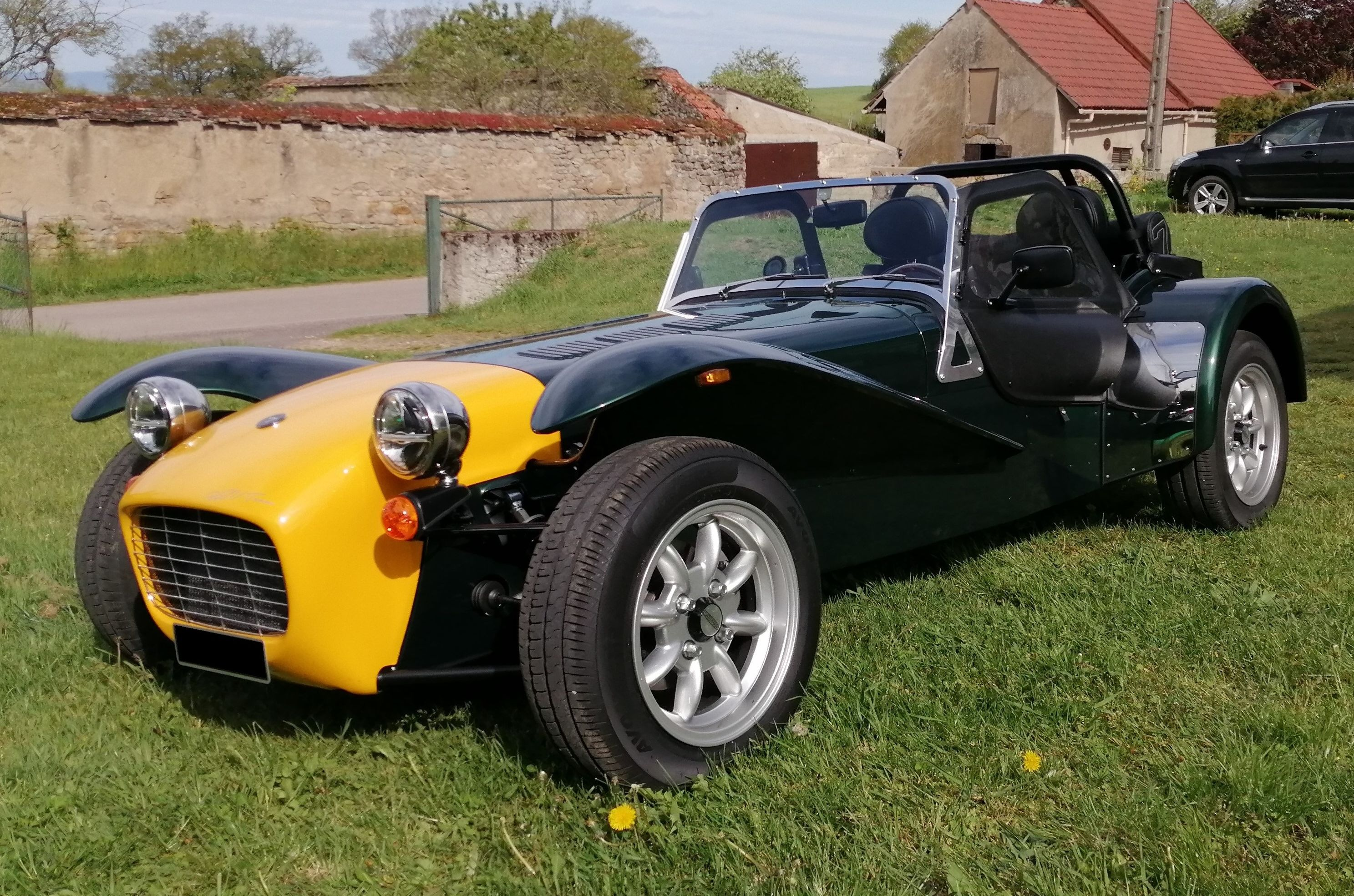
Caterham Super Seven modèle 2020

- Caterham Super Seven modèle 20202020 : en avril Caterham présente la Super Seven 1600 équipée du quatre-cylindres Ford de 1,6 litre et 137 ch, associé à une boîte manuelle à 5 rapports[21], pour un poids de 565 kg.
- 2021 : en septembre, Caterham équipe la Seven d'un 3-cylindres 660 cm3 et 84 ch d'origine Suzuki. La Caterham revendique un rapport poids/puissance de 170 ch/tonne grâce à son poids de 440 kg, d'où son nom Seven 170[22]. Elle est disponible en version 170S et 170R.

## Export
En 2014, la marque Caterham est distribuée dans plus de trente pays.
- 2011 : arrivée officielle en Chine[24] et en Inde[25] ;
- 2012 : arrivée officielle à Taïwan[26] ;
- 2013 : arrivée officielle au Pérou et au Chili[27] ;
- 2014 : arrivée officielle en Colombie[28] et en Argentine[29] (réseau Naval-Motors pour cette dernière), et changement de distributeur aux États-Unis[30].
- 2017 : annonce d'un distributeur, Global X-Sports, pour toute l'Amérique latine[31].

## Modèles actuels
Trois types de châssis (tous tubulaires) sont proposés à la vente avec des motorisations et des équipements différents. En 2023, un nouveau modèle, électrique, est présenté.

### Serie 3

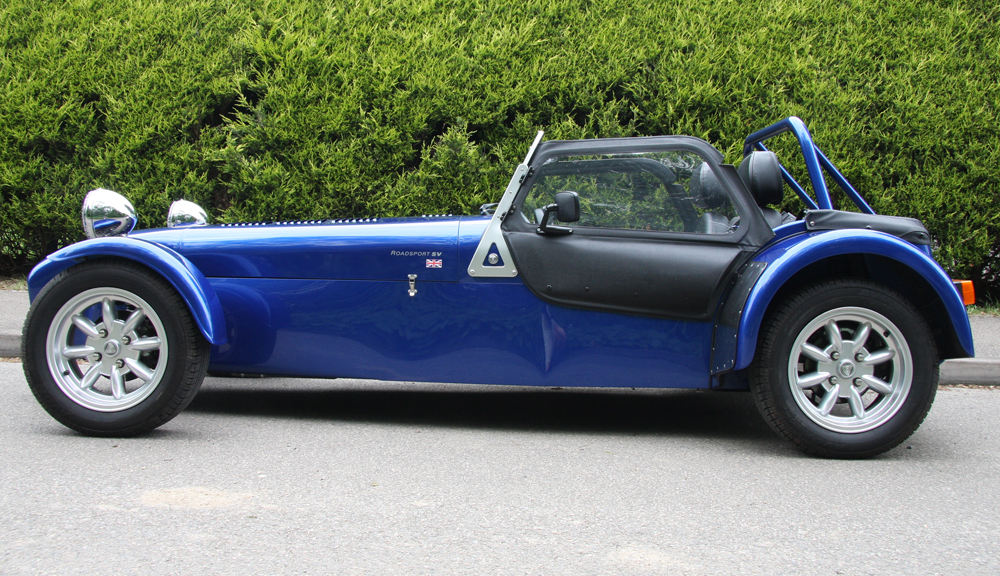
Un modèle Roadsport.

Aux mêmes dimensions et caractéristiques que la Lotus 7 d'origine. Fabriqué originellement avec une suspension arrière du type pont rigide monobloc (live axle), pour finalement se décliner en version pont rigide articulé (essieu De Dion).
Compact et léger, c'est le modèle le plus répandu, disponible en finition Roadsport ou Supersport qui est une version sport, plus performante, avec des voies larges à l’avant, une boite à six vitesses et des éléments de carrosserie en carbone. Le moteur est un Ford 1,6 L Sigma de 120 ch (135 ch depuis 2015) ou 2 L Duratec de 175 ch. Fin 2013, Caterham présente la Seven 165 motorisée par un trois-cylindres de 660 cm3 turbocompressé d'origine Suzuki (K6A) développant 81 ch. 
Si, auparavant, la gamme était articulée autour des différents préparations des châssis et présentations de la carrosserie, depuis 2015, c'est la puissance du moteur qui fait le modèle. La gamme s'articule autour de nombreux modèles : 160, 270, 310, 360, 420, et 620 pour le Royaume-Uni et 165, 275, 355, et 485 pour l'exportation. Ces chiffres correspondent, plus ou moins, au rapport poids/puissance rapporté à la tonne. Le « 5 » final des modèles destinés à l'exportation rappelle qu'ils sont conformes à la norme Euro5. La version standard devient la Roadsport, le pack « S » étant la Supersport. Mais en 2020, Caterham présente la 1600 qui s'intercale entre la 360 et la 420, sans suivre la logique des autres modèles.

### Serie SV
Pour « Serie 5 » (le châssis « Serie 4 » ayant été abandonné entre-temps), rebaptisé « Special Vehicle » : introduit en 2000, le châssis a été agrandi, de 10 cm en longueur et en largeur, pour accommoder les personnes de grande taille. Il pèse environ 25 kg de plus que le châssis standard et est disponible avec les mêmes moteurs que le châssis S3. la suspension arrière est exclusivement en version « De Dion ».

### CSR

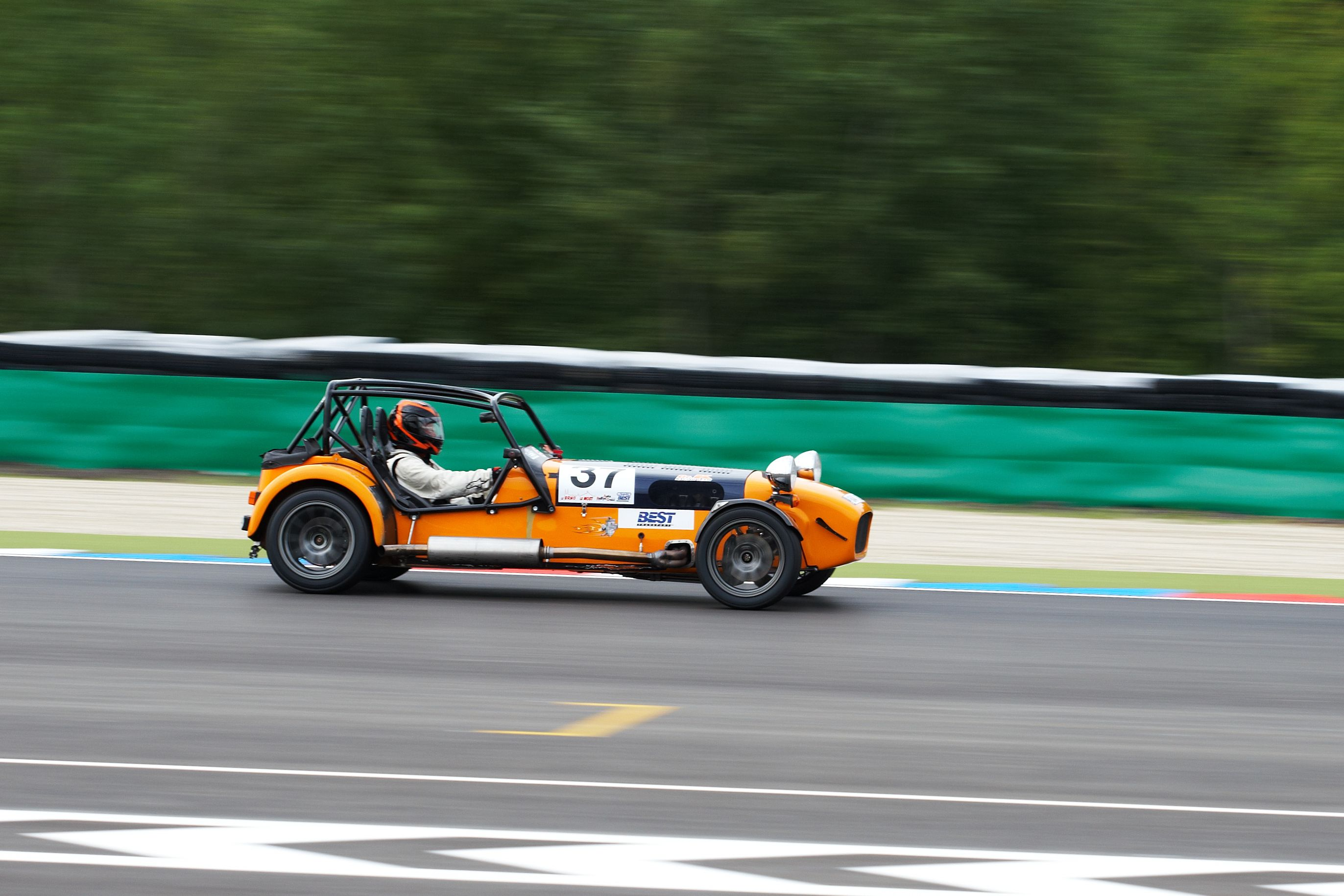
Une CSR sur circuit

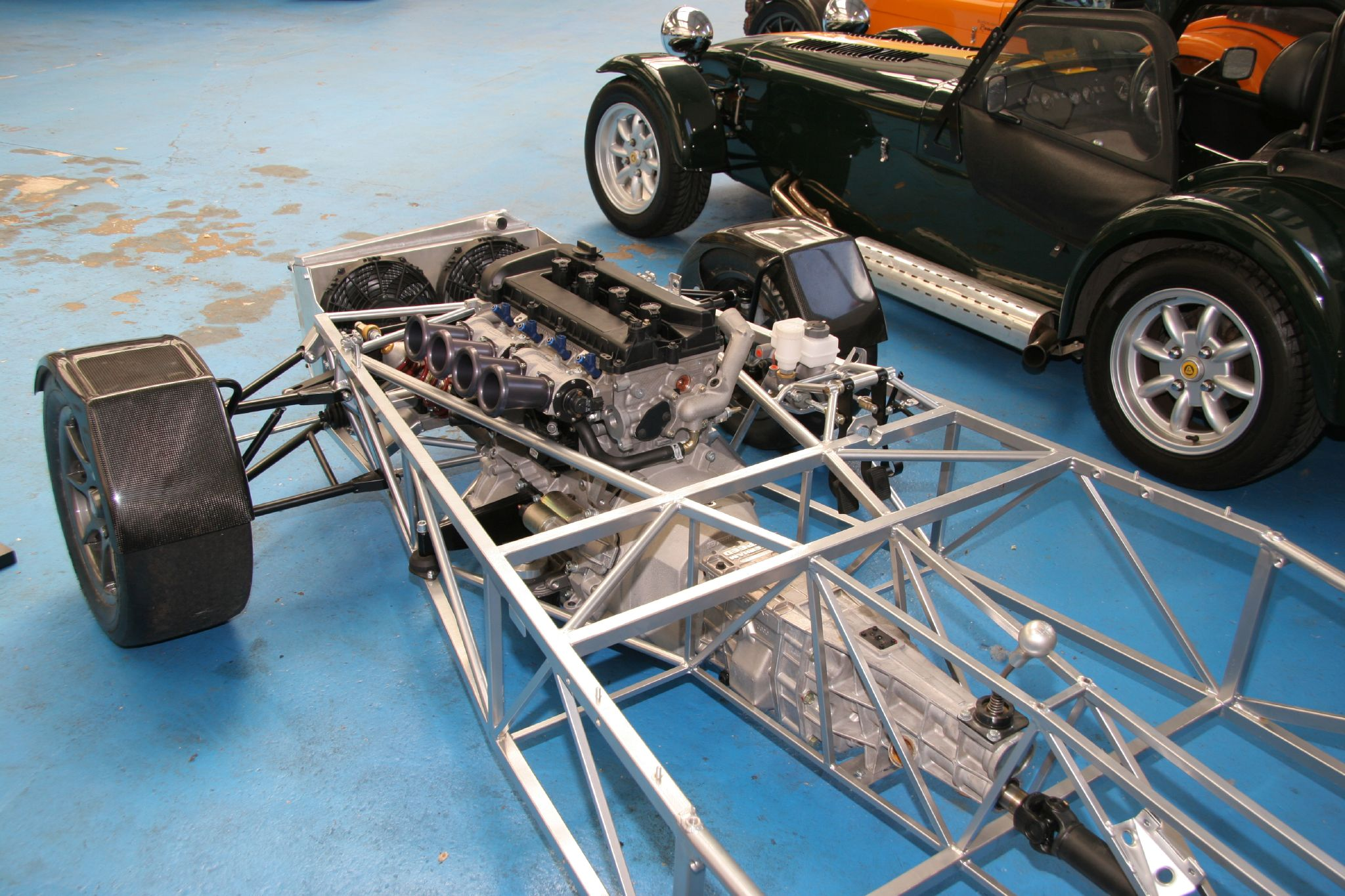
Partie avant du châssis

Lancé en 2005, la CSR dispose d'un châssis aux dimensions équivalentes au châssis SV mais complètement revu pour gagner en rigidité et en sécurité. Les amortisseurs des suspensions avant sont « in-board » et totalement indépendantes à l'arrière. Autre particularité, ce châssis a été le premier (et actuellement le seul) à proposer un choix de design différent pour l'habitacle, en proposant une planche de bord classique, ou un aménagement appelé « double arches » censé apporter plus de rigidité.
Tout d'abord livrable en deux versions de 200 ou 260 ch, la puissance est ramenée à 175 ch avec un Ford Duratec de 2 L pour l'exportation mais ne semble plus disponible et la version CSR 260 ne reste au catalogue qu'en Angleterre, équipée d'un Ford Duratec de 2,3 litres.
Moteur :
- Type : 4 cylindres en ligne, 16 soupapes
- Position : longitudinal AV
- Alimentation  : Injection électronique Cosworth
- Cylindrée : 2 261 cm3
- Puissance maximale : 200 ou 260 ch

Transmission :
- AR
- Boîte de vitesses : manuelle à 6 rapports

Poids :
- Données constructeur : 575 kg
- Rapport poids/puissance  : 3,3 kg/ch (pour la version 200)

Roues :
- Freins Av-Ar (ø mm) : disques ventilés
- Pneus Av-Ar : 195/45R15 - 245/40R15, Avon CR500

Performances :
- Vitesse maximale  : 220 km/h (pour la version 200)
- 0 à 100 km/h  : 3,7 s pour la version 200 et 3,1 s  pour la 260

### Project V
La Caterham électrique dénommée Project V lors de sa genèse est présentée le 12 juillet 2023.

## Modèles «Superlight»

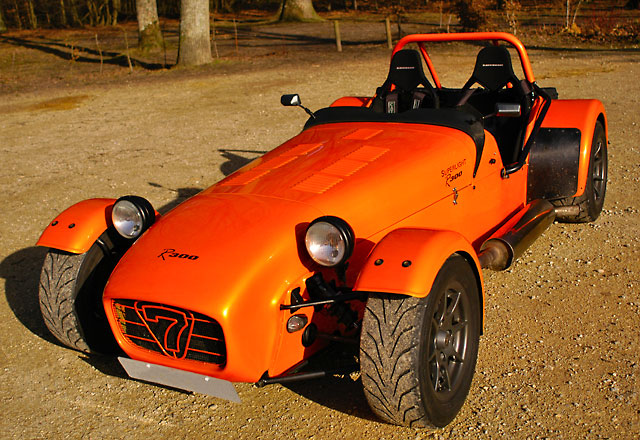
Caterham R300 Superlight

Les modèles dits « Superlight » (« super-légers ») sont construits sur base de châssis S3. Pour gagner du poids, ils sont dépourvus de système de chauffage, de pare-brise (lequel est remplacé par un saute-vent), et n'ont pas de capote. De même, les sièges sont remplacés par des baquets nus (en PVC, Kevlar, ou fibre de carbone) dépourvus de rembourrage. Selon les modèles, plusieurs pièces de carrosserie sont en fibre de carbone. Les jantes, sur lesquelles sont montés des pneus Avon, sont en alliage léger. La boîte de vitesses standard est manuelle à six rapports et devient séquentielle avec la 620 R et la C400 (qui est un modèle de course). Le volant standard est un MOMO escamotable et les ceintures de sécurité à enrouleur sont remplacées par un harnais quatre-points.
La désignation des modèles Superlight est basée sur le rapport poids/puissance en nombre de chevaux pour 1 tonne.
Depuis 2015, cette préparation n'est plus exclusive à des modèles spécifiques mais est disponible sous la forme du pack « R » (pour « race »). Mis à part la 160/165, tous les modèles sont concernés.

### R300
La R300 actuelle (2009) est dotée d'un moteur de 2 L Ford Duratec développant 175 ch pour 515 kg. Elle réalise le 0 à 100 km/h en 4,5 secondes. Vitesse maximum : 220 km/h. Rapport poids/puissance : 339 chevaux/tonne. Ce modèle reste uniquement au catalogue pour l’exportation, car si les Anglais ont des règles d'homologation flexibles, l'international (et spécialement l'Europe) doit respecter les normes environnementales Euro 5, le tout sans intégrer de turbo.

### R400 et R500
La R400 est dotée d'un 2 L Duratec développant 210 ch pour 515 kg. Elle réalise le 0 à 100 km/h en 3,8 secondes. Vitesse maximum : 220 km/h. Rapport poids/puissance : 420 chevaux/tonne. La C400, version compétition équipée d'une boîte séquentielle et développant 220 ch, a été étudiée pour le challenge Eurocup anglais.
La R500 est dotée d'un pack carbone plus complet que les précédentes qui comprend le nez et les ailes arrière, de même que les sièges baquet. Elle est équipée d'un 2 L Duratec développant 263 ch pour 506 kg (516 kg avec une boîte séquentielle). Équipée en option d'une boîte de vitesses séquentielle, elle réalise le 0 à 100 km/h en 2,88 secondes. Vitesse maximum : 240 km/h. Rapport poids/puissance : 520 chevaux/tonne.

### R600, 620R et 485R et généralisation avec le pack «R»
Présentée fin 2012, la R600 est destinée à disputer un championnat sur piste qui lui est dédié. Elle est équipée du même moteur 2 L Ford Duratec que celui présent sur les R300, R400 et R500 mais avec l'apport d'un compresseur. Associé à une boîte de vitesses séquentielle à six rapports, le moteur développe 275 ch pour un poids total de 515 kg.
En 2013, Caterham va encore plus loin en sortant la 620 R. Développée par le département F1 de la marque, c'est la version « route » de la R600. Arborant un nouveau cône avant retravaillé qui permet une meilleure circulation de l’air et équipée d’un nouveau système de refroidissement typé course, elle développe la puissance de 310 ch et revendique ainsi le 0 à 100 km/h en 2,79 s. Elle est réservée au marché intérieur britannique.
En même temps que la 620 R, Caterham sort la 485 R respectant les normes environnementales Euro 5 et uniquement disponible en dehors du Royaume-Uni. Les ingénieurs de la filiale ingénierie (Caterham Technology and Innovation, ou CTI), sans intégrer de turbo, ont réussi à extraire du moteur d’origine, un 2 litres Duratec, la puissance de 240 ch (0 à 100 km/h en 3,4 s). La voiture offre désormais un mode « sport », réservé à un usage sur circuit, qui a pour effet d'ouvrir l'échappement et de décaler le rupteur à 8 500 tr/min.
Depuis la sortie de la 275, le pack « R » remplace les Superlight dans la gamme (désignation inaugurée sur la 620R). L'option est principalement composée d'un différentiel à glissement limité, d'une barre anti-roulis arrière, de jantes de 15 pouces en alliage léger, de suspensions réglables, d'un volant moteur léger, de réglages moteur spécifiques et de beaucoup de carbone.

## Autres modèles

### Caterham SP/300.R
La Caterham SP/300.R est une voiture de sport de type Sport-prototypes à deux places, produite depuis 2012 en collaboration avec Lola Cars.

### Caterham 21
À partir du châssis de la Seven, Caterham étudia un cabriolet deux-places roadster, voiture moderne et plus pratique. Le projet se nommait C21 pour les 21 ans de fabrication automobile de la marque. Produite de 1995 à 2000, la 21 eu beaucoup de mal à tenir la comparaison avec la Lotus Elise. Même si Caterham annonçait une capacité de production de 250 véhicules par an, la diffusion fut confidentielle (on parle de 49 exemplaires).
Sous sa carrosserie en fibre de verre, on retrouve un 4-cylindres Rover K-series 1,6 Supersport de 133 ch ou un moteur d'1,8 L VVC développant 153 ch pour un poids d'environ 650 kg. Le 0 à 100 km/h était sous les 7 secondes.
Une version GTO (230 ch et 3,8 s pour le 0 à 100 km/h) pour la compétition fut présentée en 1999 avec une carrosserie en aluminium.

### Caterham Levante

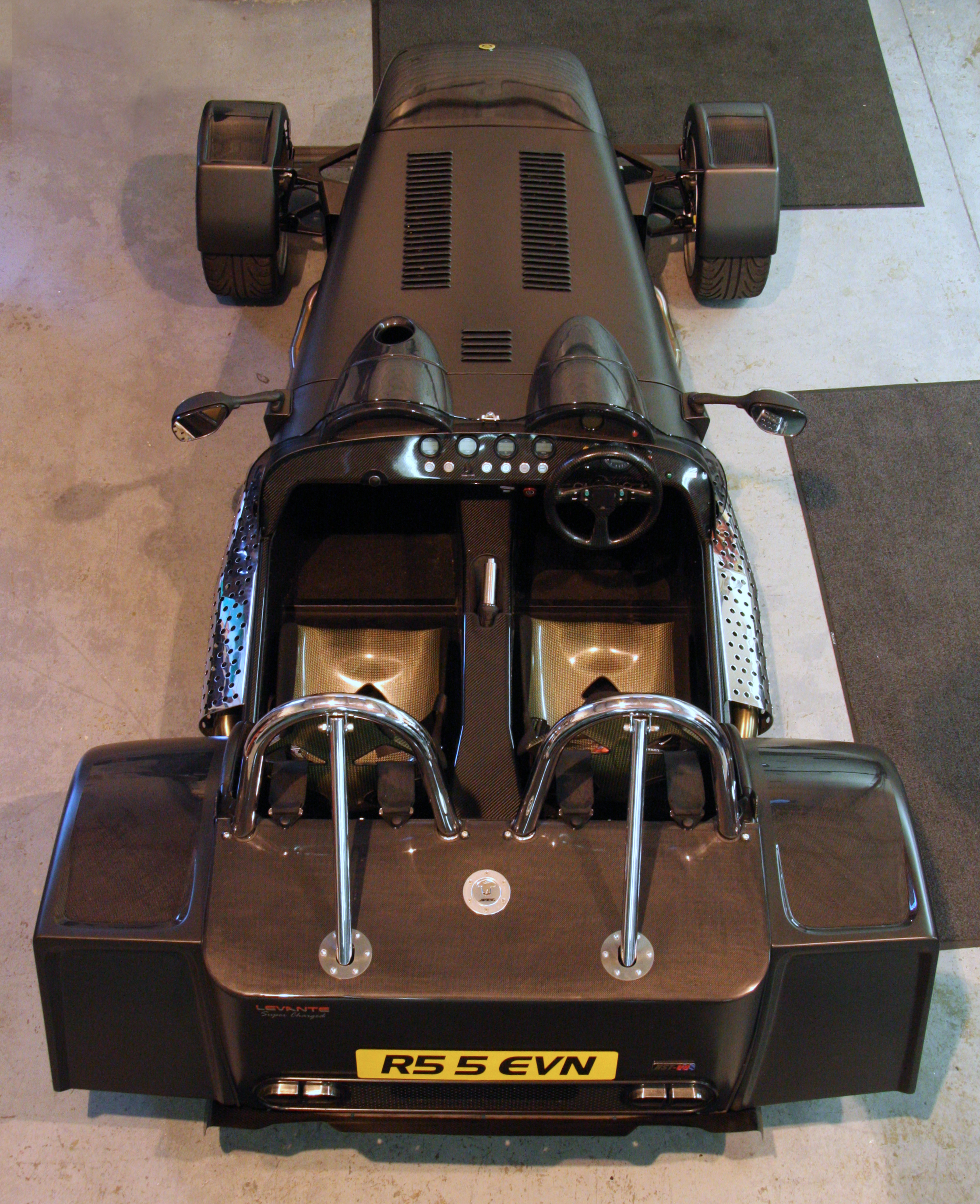
Une Caterham Levante

La Caterham Levante fut réalisée par RS Performance Engine Developments Ltd en accord avec la marque et n'est donc pas un modèle officiel. Elle est dotée d'une carrosserie en fibre de carbone, de sièges en Kevlar, et d'un moteur V8 de 2,4 L à compresseur (supercharged) developpant plus de 500 ch pour un poids total de 520 kg (soit ±1 ch par kg). Il ne fut produit  que huit voitures, deux jours de stage de conduite sont inclus dans le prix.

## Prototypes et concept cars

### Caterham AeroSeven Concept
Le concept car Caterham AeroSeven, est une barquette deux places sans pare-brise de 600 kg, dotée d'un 4-cylindres atmosphérique de 237 ch accouplé à une boîte manuelle à 6 rapports, et présentée en 2013.

### Caterham CT02 concept
La CT02 concept est un prototype de coupé, proche du projet Alpine AS1 donnant naissance à l'Alpine A110[source insuffisante], développé en 2014.

### Caterham EV Seven Concept
L'EV Seven Concept est un concept car électrique présenté en mai 2023 et basé sur une Seven existante et annonçant un modèle de série[source insuffisante]. Il est doté d'une batterie d'une capacité de 51 kWh alimentant un moteur électrique d'une puissance de 240 ch et 250 N m de couple.

## Compétition
Le constructeur est engagé dans diverses catégories de sports mécaniques, dont :
- Formule 1 : Caterham F1 Team (2012-2014)
- GP2 Series[47]
- Karting
- Endurance : 24 Heures du Mans (depuis 2013)[48]
- Diverses formules monotype 
  - Caterham Cup
- Moto2 (à partir de 2014)
- Championnat du monde d'endurance FIA : avec Kodewa GmbH.